# Almendras garrapiñadas

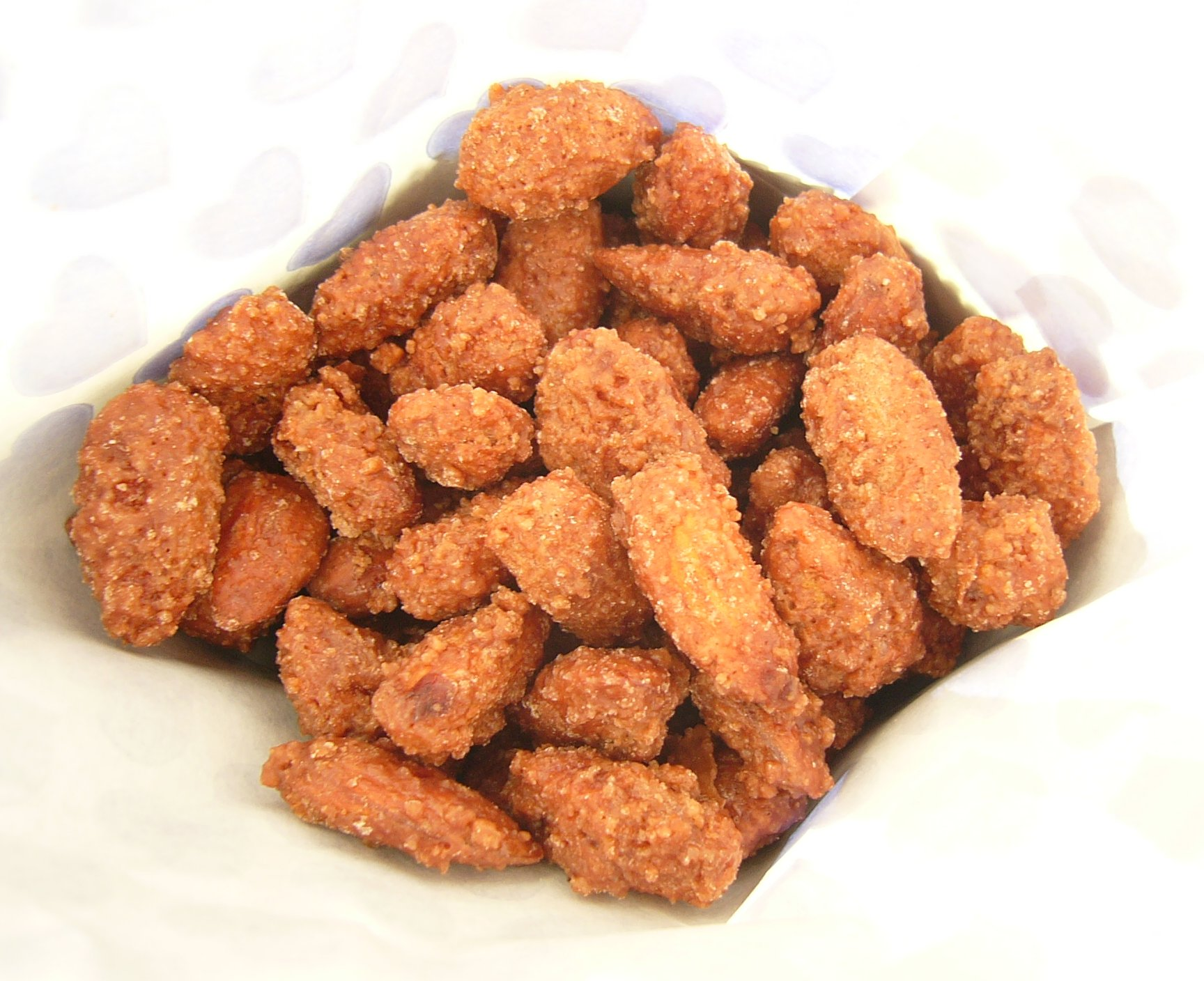
Almendras garrapiñadas.

Las almendras garrapiñadas son aquellas a las que, crudas, se les añade un recubrimiento de caramelo, hecho a partir de azúcar caramelizado. Este caramelo oscurece la almendra, el azúcar tostado endulza y da una textura dura a la almendra. Una de las más famosas son las de Alcalá de Henares que datan del siglo XVIII. También son conocidas las de Briviesca  (Burgos) hechas con almendra del valle de las caderechas, próximo a la ciudad, y por la característica agua que procede de los manantiales cercanos. También existen otras variedades de productos garrapiñados en Briviesca (Burgos), como pipas de girasol o avellanas. Son conocidas también, en la provincia de Zamora.
Las almendras garrapiñadas de Alcalá de Henares están documentadas, desde al menos el siglo XVIII, por el maestro confitero Juan de la Mata. Las Clarisas, también llamadas “almendreras” del Convento de las Clarisas de San Diego de Alcalá, se dedican a su confección desde tiempo inmemorial.